# Escallonia leucantha
Escallonia leucantha är en tvåhjärtbladig växtart som beskrevs av Esprit Alexandre Remy. Escallonia leucantha ingår i släktet Escallonia och familjen Escalloniaceae. Inga underarter finns listade i Catalogue of Life.